# Nike Mag

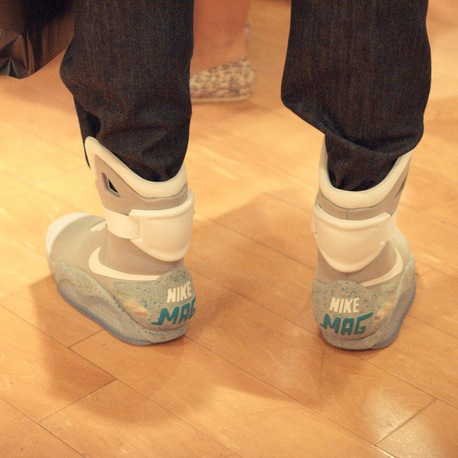
Nike Mag phiên bản năm 2011

Nike Mag phiên bản năm 2016

Nike MAG là mẫu giày phiên bản giới hạn được sáng tạo bởi Nike. Nó được làm giống như một chiếc giày dựa trên phần II của bộ phim Back to the Future. Nike Mag ban đầu được sản xuất để bán vào năm 2011 và thêm một lần nữa vào năm 2016. Cả hai lần ra mắt đều có số lượng rất hạn chế. Bản phát hành năm 2011 được giới hạn ở 1.500 đôi, trong khi bản phát hành năm 2016 chỉ giới hạn ở 89 đôi.

## Tổng quan
Trở lại tương lai, trong bộ ba phim, là một thành công phòng vé. Vào năm 1989, nhà thiết kế của Nike, Tinker Hatfield đã được yêu cầu tạo ra một chiếc giày cho phần thứ hai của loạt sản phẩm, một phần được đặt vào năm tương lai của năm 2015. Chiếc giày có các tính năng như tấm phát sáng và tự buộc ren.
Hơn 15 năm sau, một bản kiến nghị trực tuyến yêu cầu trả lại đôi giày đã thu hút sự chú ý của Tinker Hatfield. Với sự giúp đỡ của nhà sáng tạo giày dép Tiffany Beers, (nhà thiết kế dòng giày sneaker Nike Kyrie), họ bắt đầu chế tạo Nike MAG. Họ đã làm việc trên đôi giày trong khoảng sáu năm và phải khởi động lại khoảng ba lần. Sau hàng ngàn giờ làm việc, đôi giày là bản sao của Nike MAG 1989 được Marty McFly mang. Đôi giày có đế ngoài phát quang điện, vật liệu không gian tuổi và pin bên trong có thể sạc lại trong 3.000 giờ. Chúng là đôi giày có thể sạc lại đầu tiên của Nike. Dây giày, một tính năng nổi bật của giày trong phim, không có mặt. Nike đã tuyên bố Mag không dành cho hoạt động nặng và không nên mặc cho mục đích giải trí. Chúng được sản xuất chủ yếu để trưng bày.

### Mẫu phát hành năm 2011
Một số lượng hạn chế 1.500 cặp đã được bán đấu giá trên eBay vào ngày 8 tháng 9 năm 2011 và số tiền thu được dành riêng cho Quỹ Michael J. Fox cho nghiên cứu bệnh Parkinson. Doanh số bán hàng trực tuyến của giày dao động trong khoảng từ 2.300 đô la Mỹ đến 9,959 đô la Mỹ. 10 đôi bổ sung, được đóng gói trong các hộp thuyết trình, được Nike bán độc quyền tại các cuộc đấu giá trực tiếp trên toàn thế giới, với tổng số 1.510 đôi.
Tổng cộng 4,7 triệu đô la Mỹ đã được huy động từ các cuộc đấu giá trực tuyến. Sergey Brin, đồng sáng lập Google và vợ Anne Wojcicki đã đồng ý khớp tất cả các khoản đóng góp của Quỹ Michael J. Fox, lên tới 5 triệu đô la Mỹ cho đến cuối năm 2011. Điều này đã mang lại tổng số tiền thu được từ các cuộc đấu giá trực tuyến lên tới 9,4 triệu đô la Mỹ.

### Mẫu phát hành năm 2016
Vào ngày 21 tháng 10 năm 2015, cũng là ngày Marty McFly đến thăm tương lai trong Back to the Future phần II, Nike đã tiết lộ một phiên bản tự buộc dây của Nike Mag dự kiến sẽ được bán vào ngày 20 tháng 3 năm 2016.  Tuy nhiên, nó đã bị trì hoãn đến ngày 4 tháng 10 năm 2016. Michael J. Fox là người đầu tiên nhận được đôi giày từ Nike vào tháng 10 năm 2015.
Vào ngày 4 tháng 10 năm 2016 Nike đã mở một cuộc xổ số cho Nike Mag nơi mọi người có thể mua vé với giá $ 10, nhưng cuộc xổ số được giới hạn ở 89 đôi. Tất cả số tiền thu được sẽ được quyên góp cho nghiên cứu của Parkinson. Nike đã huy động 6,75 triệu đô la cho Quỹ Michael J. Fox cho nghiên cứu Parkinson.